# Eduardo Mingas
Eduardo Mingas (* 29. Januar 1979 in Saurimo) ist ein angolanischer Basketballspieler.

## Laufbahn
Mingas spielte auf Vereinsebene in seinem Heimatland für Interclube Luanda (2000 bis 2005 und 2010 bis 2013), Petro de Luanda (2006 bis 2010) und Recreativo do Libolo (2013 bis 2017), wechselte dann zur Mannschaft Primeiro de Agosto. Dort wurde 2019 sein Weggang vermeldet, er spielte dann aber weiter für den Klub. 2000 und 2005 wurde er als bester Spieler der angolanischen Liga ausgezeichnet. Mit Petro de Luanda gewann er zweimal die angolanische Meisterschaft, während seiner Zeit bei Recreativo do Libolo kamen drei weitere Meistertitel hinzu, des Weiteren errang er mit der Mannschaft die Afrikameisterschaft für Vereinsmannschaften. Mit Primeiro de Agosto wurde Mingas 2019 Meister Angolas und gewann die Afrikameisterschaft für Vereinsmannschaften.

### Nationalmannschaft
Mit Angolas Nationalmannschaft wurde er 2005, 2007, 2009 und 2013 Afrikameister. Er nahm 2004 und 2008 an den Olympischen Sommerspielen teil und gehörte bei den Weltmeisterschaften 2002, 2006, 2010, 2014 und 2019 zum Aufgebot Angolas. Mit der Teilnahme an der WM 2019 wurde er der afrikanische Spieler, der am häufigsten bei Weltmeisterschaften antrat. Noch im Alter von 42 Jahren gehörte er bei der Afrikameisterschaft 2021 Angolas Mannschaft an.